# Dinastia Balti

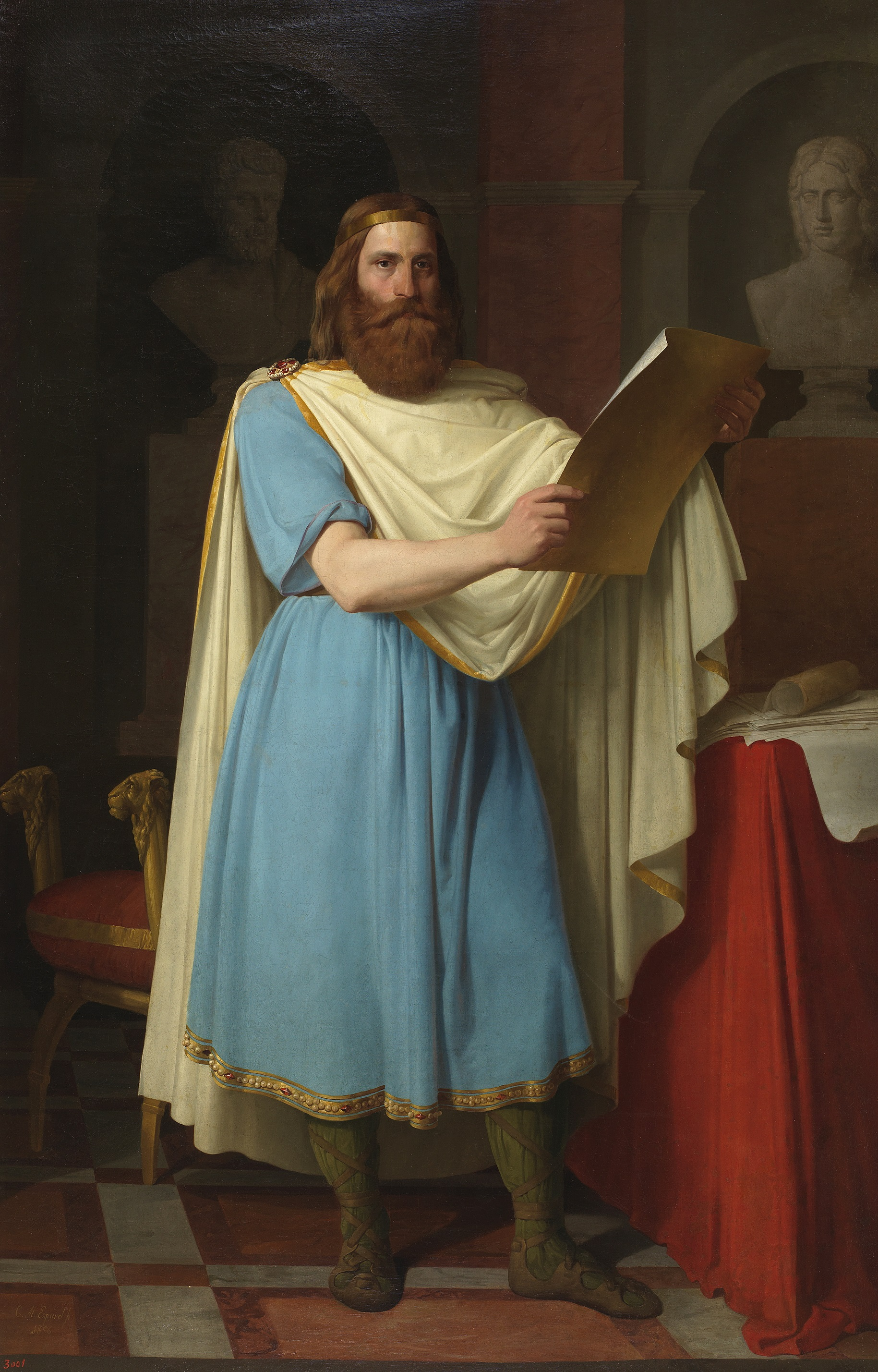
Alaric al II-lea.

Dinastia Balti sau Baltungi (gotică: balþa) a fost dinastia de regi care i-au condus pe vizigoți în ultimii ani ai Imperiului Roman de Apus. Balti au fost considerați urmașii unei luptători goți, și moștenitori ai familiei Amali. Dinastia Balti a domnit între anii 395 și 531.

## Lista membrilor
- Alaric I (395–410)
- Ataulf (410–415)
- Sigeric (415)
- Wallia (415–419)
- Theodoric I (419–451)
- Thorismund (451-453)
- Theodoric al II-lea (453–466)
- Euric (466–485)
- Alaric al II-lea (485–507)
- Gesalec (507–511)
- Amalaric (507–531)